# 페드로 요렌테
페드로 요렌테(스페인어: Pedro Llorente; 1897년 10월 19일, 발렌시아 주 엘체 ~ 사망일 미상)는 스페인의 전 축구 감독이다. 그는 1926년에 레알 마드리드 감독을 역임했다.